# ارييل سوتو
ارييل سوتو (بالإسبانية: Ariel Soto)‏ (14 مايو 1992 في كوستاريكا - ) هو لاعب كرة قدم كوستاريكي في مركز الدفاع. شارك مع منتخب كوستاريكا تحت 20 سنة لكرة القدم. أما مع النوادي، فقد لعب مع نادي ألاجولينسي وBrujas F.C. ‏ وBoyacá Chicó F.C. ‏ وOrión F.C. ‏.

## وصلات خارجية
- ارييل سوتو على موقع الاتحاد الدولي (مؤرشف)  (الإنجليزية)
- ارييل سوتو على موقع قاعدة بيانات كرة القدم.إي يو (الإنجليزية)
- ارييل سوتو على موقع ناشيونال فوتبول تيمز (الإنجليزية)
- ارييل سوتو على موقع Soccerway.com (الإنجليزية)
- ارييل سوتو على موقع عالم كرة القدم.نت (الإنجليزية)
- ارييل سوتو على موقع AS.com (الإسبانية)